# عبد القادر هلال
عبد القادر علي هلال الدبب  (1962 – 2016 م) هو سياسي يمني، من مواليد قرية رُبَدْ، التابعة لعزلة وادي الاجبار بمديرية سنحان وبني بهلول، محافظة صنعاء. تولى منصب أمين العاصمة من 9 يوليو 2012 وكان قبلها وزيراً للدولة وعضواً في مجلس الوزراء. تخرج من جامعة صنعاء وكلية الشرطة عام 1984 وحصل على شهادة البكالوريوس في علوم الشرطة وليسانس في علوم الشريعة والقانون، كما انه حاصل على دبلوم عالي في الإدارة المحلية من المعهد الوطني في العام 1985م. تولى في بداية حياته السياسية منصب مدير عام مديرية ماوية في 1986 بمحافظة تعز، وتدرج في المناصب حتى عُين محافظاً لمحافظة حضرموت في 2001 ومن ثم عُين وزيراً للإدارة المحلية (2007-2008).

## مناصب
- مدير عام مديرية ماوية، محافظة تعز في 1986م.
- مدير عام مديرية دمت بمحافظة الضالع 1987م
- وكيل محافظة إب بداية عام 1994م
- محافظ محافظة إب أواخر العام 1994م
- محافظ محافظة حضرموت في أبريل عام 2001م
- وزير الإدارة المحلية مارس 2007 م - 2008م
- وزير الدولة عضو مجلس الوزراء 2010 م - 2011 م.

## وفاته
قتل عبد القادر هلال في عصر يوم السبـت الموافق 8 أكتوبر 2016 في غارة جوية استهدفت القاعة الكبرى بـصنعاء.